# Carolinaia rhois
Carolinaia rhois är en insektsart som först beskrevs av Monell 1879.  Carolinaia rhois ingår i släktet Carolinaia och familjen långrörsbladlöss. Inga underarter finns listade i Catalogue of Life.